# La Prisonnière des Sargasses
La Prisonnière des Sargasses (titre original : Wide Sargasso Sea) est un roman de Jean Rhys publié en 1966.
Cette œuvre retrace l'enfance jamaïcaine d'une jeune créole, son désastreux mariage arrangé à la Dominique, et sa folie, recluse dans un manoir anglais.
Le personnage central est Bertha Mason (dont le véritable nom est Antoinette Cosway), l'un des personnages secondaires de Jane Eyre. À ce titre, La Prisonnière des Sargasses est une préquelle du grand roman de Charlotte Brontë.
Le roman a reçu de nombreux prix dont le Royal Society of Literature Award et le prix WH Smith.

## Résumé
La première partie du roman se déroule à la Jamaïque, peu après 1833, alors que l'abolition de l'esclavage vient de ruiner de nombreux planteurs créoles. Annette Cosway, veuve d'un de ces propriétaires terriens, vit avec sa fille, Antoinette, son fils handicapé, Pierre, et leurs domestiques dans un domaine reculé, Coulibri. Antoinette est déchirée pendant toute son enfance entre l'angoisse due à l'hostilité des anciens esclaves, et le manque d'attention de sa mère qui se replie du monde et vit dans le silence. Après le remariage d'Annette avec Monsieur Mason, l'opulence revient quelque temps à Coulibri, mais la tension reste vive entre propriétaires et anciens esclaves. Ceux-ci mettent le feu au manoir, la famille ne prend la fuite que de justesse, mais Pierre meurt peu après l'incendie. Antoinette part vivre à Spanishtown, chez sa tante Cora, puis est envoyée dans un couvent où elle suit des études. Christophine, la servante qui lui avait servi de mère de substitution, s'installe dans la maison qu'Annette lui a offerte. Cette dernière sombre définitivement dans la folie. Après avoir tenté, selon la rumeur, de tuer son mari, elle est enfermée dans une maison, sans possibilité de visites, tandis que les domestiques abusent physiquement d'elle.
La seconde partie du roman est principalement narrée par Rochester (jamais nommé dans le texte), un jeune anglais qui a épousé Antoinette par l'entremise du fils de Monsieur Mason. Il se fait aimer d'elle, sans vraiment éprouver pour elle plus qu'une attraction physique. C'est son père qui l'a poussé à ce mariage d'argent. Le jeune couple s'installe à la Dominique, dans le manoir reculé de Granbois. Rochester se laisse charmer par certains aspects de sa nouvelle vie aux Antilles, mais se méfie des serviteurs, tout en gardant des sentiments très ambigus envers son épouse (qu'il commence à appeler Bertha). Daniel Cosway, qui prétend être le demi-frère d'Antoinette, finit d'empoisonner leur relation en révélant à Rochester la folie d'Annette, le handicap de Pierre et en prêtant à Antoinette des relations extraconjugales. Antoinette tente de regagner l'amour de son mari, en demandant à Christophine d'user de ses pouvoirs magiques (obeah). Jaloux, convaincu d'avoir été envoûté, incapable d'aimer son épouse, Rochester trompe Antoinette avec une servante, dans une chambre adjacente à la sienne. Peu après, les époux quittent Granbois.
Dans la troisième partie du roman, Antoinette a sombré comme sa mère dans la folie. Son mari part en Angleterre, il achète une maison et paye des domestiques pour s'occuper d'Antoinette, sans qu'il doive s'en soucier. Antoinette parvient une nuit à s'enfuir du grenier dans lequel elle est retenue prisonnière depuis son arrivée en Angleterre et met, probablement, le feu à la maison.